# Rotbauchhörnchen
Das Rotbauchhörnchen (Sciurus aureogaster) ist ein Vertreter der Eichhörnchen.

## Merkmale
Rotbauchhörnchen haben ein grauweißes Fell und einen rötlichen Unterbauch. Manchmal sind sie auch schwarz, Jungtiere grau. Die normale Länge beträgt 42 bis 55 cm. Der buschige Schwanz ist 20 bis 30 cm lang.

## Verbreitung und Lebensraum

Verbreitung

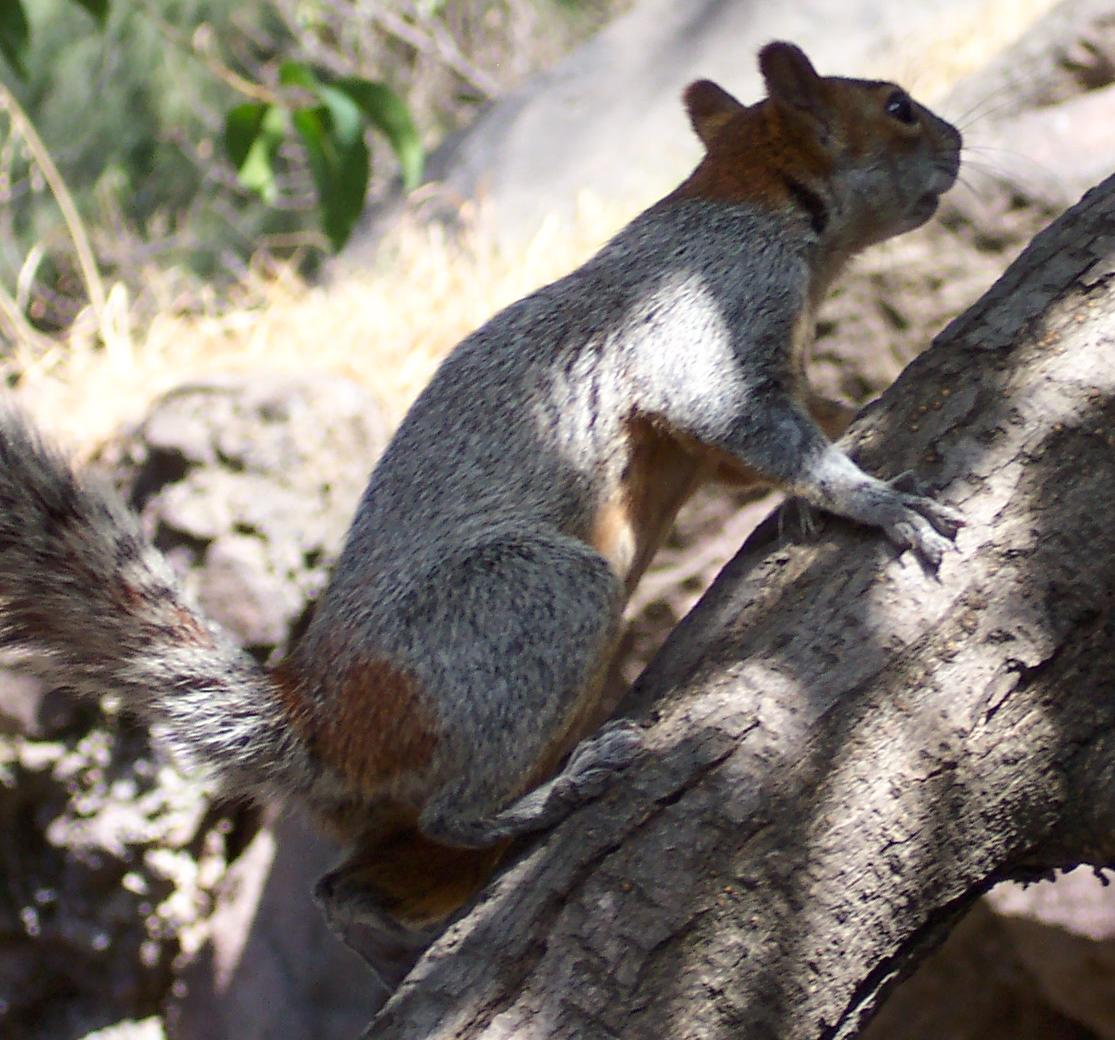
Rückenansicht

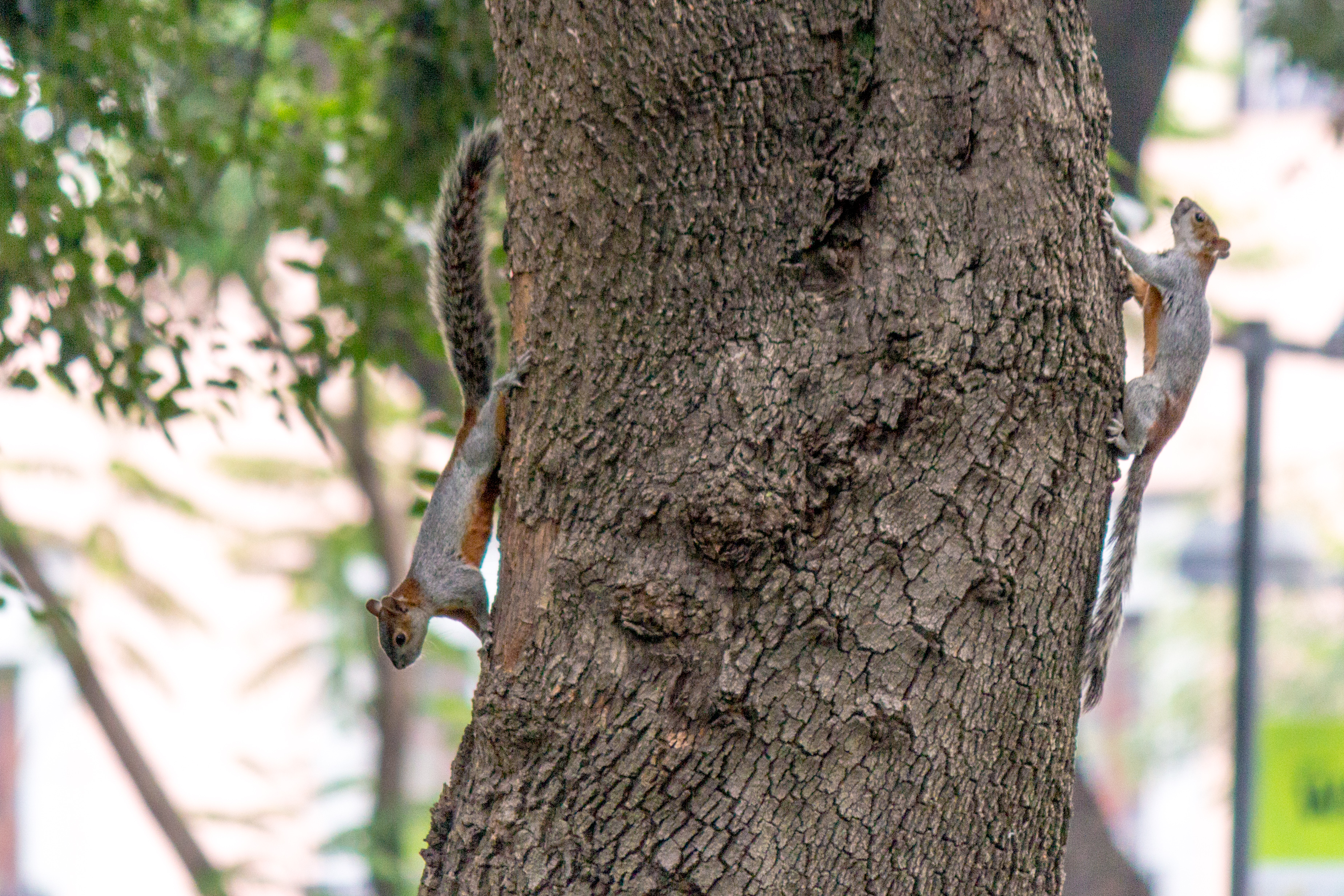
Zwei Rotbauchhörnchen auf einem Baum in Mexiko-Stadt

Das Rotbauchhörnchen kommt im südlichen Mexiko und Guatemala vor. Außerdem wurde es auf mehreren Inseln der Florida Keys eingeschleppt. Hier leben sie in laubwechselnden und Tropenwäldern bis auf 3800 m.

## Lebensweise
Vor allem in den Morgenstunden sind die Rotbauchhörnchen auf Futtersuche. Oft haben sie einen Lieblingsbaum, wo sich ihr Nest oder Höhle befindet. Sie nutzen aber auch Höhlen in anderen Bäumen, zum Beispiel um Beutegreifern zu entkommen. In der Trockenzeit bringen die Weibchen zwei bis vier Junge zur Welt.

## Nahrung
Hauptnahrung sind Früchte, wie zum Beispiel Papaya, aber auch Kokosnüsse und die Sargentpalme. Auch andere Pflanzen und Nüsse werden verzehrt, wenn kein Obst verfügbar ist.

## Belege
1. 1 2 3 4  Mexican Fauna (Memento des Originals vom 22. September 2012 auf WebCite)  Info: Der Archivlink wurde automatisch eingesetzt und noch nicht geprüft. Bitte prüfe Original- und Archivlink gemäß Anleitung und entferne dann diesen Hinweis., abgerufen am 31. Dezember 2012
2. 1 2  Sciurus aureogaster in der Roten Liste gefährdeter Arten der IUCN.
3. ↑  Encyclopedia of Life, abgerufen am 31. Dezember 2012